# シャーデー・アデュ
シャーデー・アデュ（Sade Adu）または単にシャーデー（Sade）本名：ヘレン・フォラシャーデー・アデュ（Helen Folasade Adu）、CBE、1959年1月16日 - ）は、ナイジェリア・イバダン生まれのシンガーソングライター。イギリスのバンド「シャーデー」のボーカリストである。そのスモーキーなアルトの歌声と、無駄な音をそぎ落とした楽曲作りで知られる。

## 概要
ナイジェリアの有力部族ヨルバ族出身の父は、ロンドン留学中に看護婦のイギリス人女性と出会い結婚。その後、夫妻はナイジェリアへ移住し、1男1女をもうけた。その長女がヘレン・フォラシャーデー・アデュである。ミドルネームのフォラシャーデーとは、「王冠を授かる栄誉」を意味する。ヘレンが4歳の時、両親が離婚。ヘレンは兄バンジとともに母に連れられてイギリスへ帰国した。母はほどなくイギリス人男性と再婚する。少女時代のヘレンはカーティス・メイフィールドやマーヴィン・ゲイを好んで聞いていた。
1977年、セントラル・セント・マーチンズ・カレッジ・オブ・アート・アンド・デザインへ入学し、服飾デザインを学ぶ。卒業後、友人と共にメンズラインのみの小さなファッション会社を立ち上げた。その片手間に、写真のモデルをしていた。
本業とは別に「Arriva」というラテン・ソウル・バンドに参加。その後、参加したレイ・セントジョンのバンドを通じて、スチュワート・マシューマン、アンドリュー・ヘイル、ポール・デンマンと出会い、1983年にバンド「シャーデー」を結成。
1985年、ジュリアン・テンプル監督の映画『ビギナーズ』に、クラブのジャズ歌手として出演。「Killer Blow」（ワーキング・ウィークのサイモン・ブースとの共作、アルバム未収録）を劇中で歌った。
1986年、スペイン人の映像作家、カルロス・スコラと結婚（アルバム『プロミス』『ストロンガー・ザン・プライド』からの楽曲やプロモーション・ビデオで、スペインの影響が感じられるのは彼との関係のためとされる）、1994年にスコラと離婚。
1995年、ジャマイカ人の音楽プロデューサー、ボブ・モーガンとともにジャマイカへ移住し、1996年に長女をもうけた、モーガンとは後に離婚。
2005年、イギリス・グロスタシャーの田園地帯に引っ越し、荒廃したコテージを購入して改装。シャーデーがインタビューを受けるのは稀とのこと。
2007年、元イギリス海兵隊員のイアン・ワッツと関係を持つ。

## ディスコグラフィ

### スタジオ・アルバム
- 『ダイヤモンド・ライフ』 - Diamond Life (1984年)
- 『プロミス』 - Promise (1985年)
- 『ストロンガー・ザン・プライド』 - Stronger Than Pride (1988年)
- 『Love Deluxe』 - Love Deluxe (1992年)
- 『ラヴァーズ・ロック』 - Lovers Rock (2000年)
- 『ソルジャー・オブ・ラヴ』 - Soldier of Love (2010年)